# 巴克曼鎮區 (明尼蘇達州莫里森縣)
巴克曼鎮區（英語：Buckman Township）是位於美國明尼蘇達州莫里森縣的一個行政鎮區。

## 歷史
巴克曼鎮區於1874年設立，得名自早期定居者克拉倫斯·B·巴克曼（Clarence B. Buckman）。

## 地方資料
巴克曼鎮區的面積為141.36平方千米，當中陸地面積為141.26平方千米，而水域面積為0.10平方千米。根據2020年美國人口普查的數據，當地共有人口725人，而人口密度為每平方千米5.13人。